# Três Estratégias de Huang Shigong

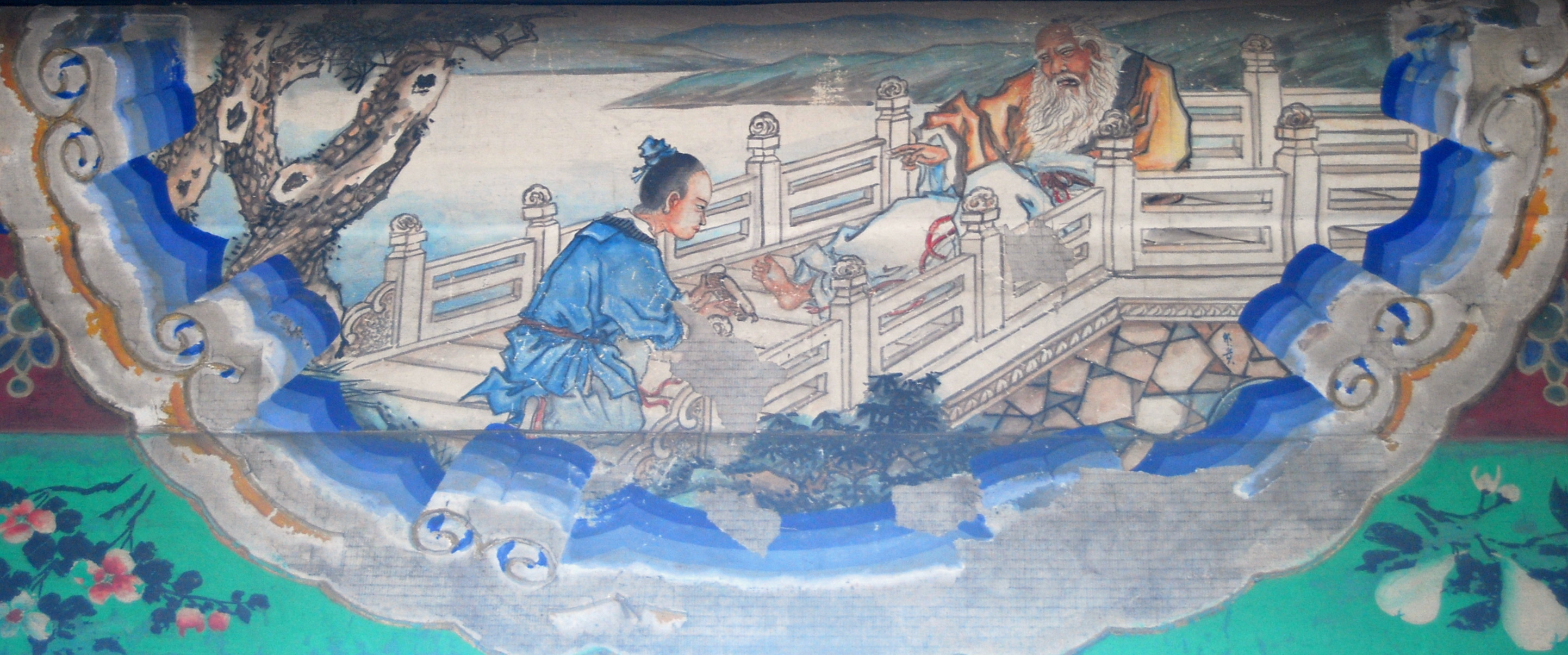
Uma ilustração de Zhang Liang recolocando o sapato de Huang Shigong, no Long Corridor do Palácio de Verão, em Pequim

Três Estratégias de Huang Shigong é um tratado sobre estratégia militar historicamente associado ao eremita taoísta Huang Shigong e ao general da Dinastia Han Zhang Liang. Huang Shigong deu esse tratado a Zhang Liang, o que permitiu a Zhang tornar-se um estadista habilidoso e importante teórico da guerra. O nome literal do texto é “As Três Estratégias do Duque da Rocha Amarela”, com base no relato tradicional de como o livro foi transmitido a Zhang. Pesquisadores modernos observam a semelhança entre sua filosofia e a filosofia do Taoismo Huang-Lao. É um dos Sete Clássicos Militares da China.

## Conteúdo
Como o próprio título sugere, Três Estratégias de Huang Shigong organiza-se em três seções, que podem ser interpretadas como uma hierarquia de importância ou como indicadores simples da posição no texto. A própria obra declara que todos os três tipos de estratégia são necessários para diferentes estilos de governo. Grande parte do trabalho trata de controle administrativo, mas alguns conceitos táticos importantes também são desenvolvidos. Generais são colocados em posição elevada e não podem ser questionados uma vez que assumem o comando. Ataques devem ser rápidos e decisivos.
Existem três pontos que precisam ser dominados:
1. Alternar abordagens duras e brandas. Isso significa que um líder deve ser benevolente e imponente de acordo com o que for apropriado. Isso se conecta ao segundo princípio:
2. Agir conforme as circunstâncias reais. Evitar respostas com base na imaginação, memória do passado ou hábitos adquiridos em outras situações. É preciso confiar apenas na observação e percepção, estando disposto a alterar planos a qualquer momento.
3. Empregar somente quem é capaz. Isso requer uma compreensão precisa dos outros.

Cada um desses princípios tem implicações profundas e variadas.

### Ênfase filosófica e administrativa
Muitos dos temas e ideias presentes em Três Estratégias são semelhantes aos encontrados nos demais Sete Clássicos Militares. O texto praticamente não dá ênfase direta a estratégia ou tática de campo de batalha, concentrando-se em aspectos logísticos: “conceitos de governo, administração das forças, unificação do povo, características de um general capaz, métodos para estabelecer uma base material sólida, motivação de subordinados e soldados, implementação de recompensas e punições” e como fomentar majestade por meio do equilíbrio entre práticas administrativas duras e brandas.
Filosoficamente, o livro representa uma síntese entre confucionismo, legalismo e taoismo. Conceitos confucionistas no texto incluem ênfase na importância de o comandante cultivar benevolência (仁) e retidão (義), governar de forma humanitária por meio da promoção do bem-estar popular, reinar pela Virtude (德) e promover o mérito (賢人). Conceitos legalistas presentes incluem a importância de fortalecer o Estado, aplicar recompensas e punições pela execução estrita e imparcial da lei e a suposição de que o poder deve se concentrar em um soberano único e majestoso. Já a perspectiva taoista geral do livro é reconhecida pela ênfase em um ideal social passivo e harmonioso, pela preferência de obter vitória sem contenda, pela importância de preservar a vida, pela relevância do Dao e do De e pela ideia fundamental de que a guerra é má. Essa perspectiva taoista permeia a obra, porém é adaptada para refletir as realidades complexas da política e da guerra. O texto afirma que aspectos de todas as três teorias são úteis para alcançar um bom governo.

### Teoria militar
As partes de Três Estratégias que tratam diretamente de estratégia e tática militares enfatizam qualidade de liderança geral, rapidez, autoridade, integração e equilíbrio das forças disponíveis, além da relação entre táticas duras e brandas. O texto sustenta que, uma vez que um general assuma o comando, sua autoridade deve ser absoluta. O comandante precisa ter controle emocional e nunca demonstrar dúvida ou hesitação. Deve estar aberto a conselhos e críticas construtivas, mas suas decisões devem ser inquestionáveis.
A obra concorda com A Arte da Guerra, de Sun Tzu, ao argumentar que a velocidade precisa ser enfatizada em combates e que longas guerras de desgaste devem ser evitadas. Sigilo, unidade e retidão devem caracterizar as decisões do comandante. Dúvidas públicas, dissensões internas, adivinhações ou qualquer outro fator que possa atrasar o exército ou enfraquecer seu comprometimento coletivo não devem jamais ser permitidos.
O general deve cultivar sua aura de imponência rigorosa, severa e sistematicamente, valendo-se de um sistema conhecido e público de recompensas e punições. Somente quando esse sistema é incontestado, a imponência e a majestade do comandante se firmam. Sem um sistema de recompensas e punições, o comandante perde a lealdade de seus homens, e suas ordens são publicamente ignoradas e desdenhadas.
O autor confirma a crença taoista de que o suave e fraco podem superar o duro e forte, ampliando essa ideia para a estratégia e tática militares. Três Estratégias ensina que um exército deve adotar uma postura baixa e passiva quando não estiver diretamente engajado em ação, para evitar se tornar rígido, exposto e facilmente vencido. O texto presume que o emprego de táticas tanto duras quanto brandas deva ser usado por um exército bem-sucedido, a fim de atingir o nível desejado de imprevisibilidade e implantação flexível.

## História e autoria
Assim como Seis Ensinamentos Secretos, Três Estratégias é comumente atribuído a Jiang Ziya, também conhecido como "Taigong". Porém, quatro outras teorias sobre a origem da obra foram propostas. A primeira defende que o texto foi na verdade escrito e compilado por seguidores posteriores do Taigong, e não pelo próprio autor. Outra teoria sustenta que o homem que teria entregue o texto a Zhang Liang, Huang Shigong, pode ele mesmo tê-lo redigido. Intelectuais clássicos conservadores chegaram a apontar o livro como uma falsificação. A quarta tese é de que o texto foi produzido perto do fim da Dinastia Han Ocidental por um seguidor recluso da escola Huang-Lao. Dada a ausência de evidências arqueológicas, não há consenso entre os estudiosos quanto a qual dessas hipóteses seria correta.

### Perspectiva tradicional
Três Estratégias conquistou seu lugar no cânone dos textos militares chineses em razão de sua relação histórica com o general do início da dinastia Han, Zhang Liang. Seu surgimento repentino e semi-lendário é típico de muitos relatos históricos daquele período. De acordo com o Shiji, enquanto Zhang vivia como fugitivo após a fracassada tentativa de assassinar Qin Shihuang (em 218 a.C.), encontrou-se com um velho comum que o reconheceu durante um passeio sobre uma ponte. O idoso testou a virtude de Zhang várias vezes antes de finalmente lhe conceder Três Estratégias e se identificar como uma “rocha amarela” na base do Monte Gucheng (o que deu ao tratado seu nome atual, “Huang Shigong”, significando “Duque da Rocha Amarela”). De acordo com o Shiji, Zhang Liang então estudou Três Estratégias e usou seus ensinamentos para ajudá-lo em suas futuras conquistas militares. Uma fonte de autenticidade duvidosa, da Dinastia Song, afirma que Zhang teria ordenado que Três Estratégias fosse enterrado com ele quando morresse, para impedir que pessoas indignas o obtivessem, sendo redescoberto somente na Dinastia Jin por saqueadores de túmulos.
Estudiosos que acreditam na versão tradicional sobre a transmissão de Três Estratégias rastreiam suas origens diretamente até o Taigong, supondo que foi escrito depois de Seis Ensinamentos Secretos, após Jiang Ziya receber o título de Duque de Qi. Essa teoria considera que o idoso que deu o livro a Zhang Liang poderia ser um descendente de Jiang ou um acadêmico aposentado do recém-conquistado estado de Qi. Seu ato de entregar o livro a um jovem fugitivo conhecido por tentar assassinar o conquistador de Qi seria interpretado como um gesto compreensível e apropriado.

### Perspectivas alternativas
Uma interpretação alternativa sustenta que a obra surgiu por meio dos discípulos do Taigong, crescendo e evoluindo em torno de um núcleo de material que remonta à Antiguidade, até ser finalmente compilada e revisada pouco antes da conquista de Qi por Qin, em 221 a.C. Uma terceira teoria defende que, em vez de ter algo a ver com o Taigong, foi o próprio Huang Shigong que escreveu o texto pouco antes de entregá-lo a Zhang Liang. Supostamente, isso explicaria a perspectiva taoista do início da Dinastia Han presente no livro. Outra teoria, historicamente vinculada a letrados conservadores no fim da história chinesa, afirma que a obra é uma falsificação do período Wei-Jin (ou posterior). Críticas típicas de estudiosos adeptos dessa teoria dizem que a perspectiva taoista da obra é “vazia”, seu conteúdo é “cruel” e sua linguagem é “rústica”.

### Perspectiva mais provável?
Uma última teoria propõe que Três Estratégias data do fim da Dinastia Han Ocidental (206 a.C. – 9 d.C.), por volta do ano 1 d.C., sendo fruto da extinta escola Huang-Lao do taoismo. Essa teoria presume que o trabalho entregue a Zhang Liang não seria o atual Três Estratégias, mas sim Seis Ensinamentos Secretos. (A obra hoje conhecida como Três Estratégias de Huang Shigong teria sido chamada “Registros de Huang Shigong” até a Dinastia Sui, explicando a confusão.) De acordo com essa tese, a data tardia de composição justificaria as inúmeras referências a circunstâncias políticas (famílias poderosas usurpando poder; questões governamentais em época de paz; e sincretismo filosófico articulado em torno de ideias Huang-Lao) e o uso avançado de caracteres contido no texto. Na ausência de evidências arqueológicas contrárias, muitos estudiosos modernos veem essa última teoria como a mais provável.